# Glavni gušteračni vod
Glavni gušteračni vod, (lat. ductus pancreaticus major), Wirsungov vod, je vod kojim se izlučuju enzimi nastali u gušterači, njenom egzokrinom dijelu, u probavnu cijev. Koristi se naziv glavni, kod osoba kod kojih postoji i pomoćni gušteračni vod (lat. ductus pancreaticus accessorius), Santorinijev vod. Ako postoji jedan vod, koristi se termin gušteračni vod (lat. ductus pancreaticus). 
Glavni vod gušterače spaja se s glavnim žučovodom (lat. ductus choledochus) u ampulu Vateri (lat. ampulla hepatopancreatica), nakon čega zajedno probijaju medijalnu stijenku silaznog dijela dvanaesnika kroz veliku duodenalnu papilu (lat. papilla duodeni major). 
Pomoćni vod se može ulijevati u glavni vod ili samostalno izlaziti u dvanesnik kroz malu duodenalnu papilu (lat. papilla duodeni minor). Pomoćni vod koji zaobilazi papilu
obično je afunkcionalan. Pomoćni vod je ponekad veći od glavnog, tada se njime izlučuju enzimi gušterače. Glavni i pomoćni vod mogu biti povezani i nepovezani. 
Glavni vod nosi naziv pod njemačkom anatomu Johannu Georgu Wirsungu
(1589. – 1643.), koji ga je prvi opisao, dok sporedni nosi naziv po talijanskom anatomu 
koji ga je prvi opisao, Giovanniju Santoriniju.